# 桃尻かのん
桃尻 かのん（ももじり かのん、1998年7月7日 - ）は、日本のAV女優。バンビプロモーション所属。

## 略歴・人物
滋賀県出身。趣味・特技は旅行、吹奏楽。
2017年12月、マキシングの専属女優としてデビューした小柄なロリ系AV女優。
2018年より新生となったアイドルグループ・原宿バンビーナの新メンバー（白色担当）として加入したが、同年7月21日にグループを脱退することを発表。
同年6月より専属を離れ企画単体女優として活動。

## 出演作品

### アダルトDVD
- 新人 桃尻かのん 正真正銘の処女19歳AVデビュー!（12月16日、MAXING）

- 初めての衝撃!! AVアイドル桃尻かのんの魅せる濃厚4本番（1月16日、MAXING）
- 性的奴隷愛玩ペット調教（2月16日、MAXING）
- パイパンぬるぬる高級ソープ（3月16日、MAXING）
- エビ反り媚薬マッサージ（4月16日、MAXING）
- 表参道プロダクション 関西から萌え萌えアニメ声の声優志望の夢見る美少女が上京しました編（7月27日、FIRST STAR）※「大橋桃菜」名義
- 娘の友達に利尿剤入りの飲み物を飲ませトイレを封鎖! 覗かれているとも知らずジョボジョボ野ション恥じらいで興奮気味の彼女に追い討ちをかけ尻穴パックリ!ハレンチ騎乗位で大量中出し!（8月3日、DOC）
- 男に弄ばれたいと願う従順女子●生 〜とびきり可愛い美少女に生中出し（8月10日、宇宙企画）
- 銀河級美少女とずっと見つめっぱなしでエッチしよっ♡ 001 アイドル研究生 かのん（9月14日、宇宙企画）
- 妹のガチ誘惑に僕は耐えられるのか?（9月14日、宇宙企画）
- 清楚系ノースリーブ女子の腋 VOL.001 堂々とワキを見せ付けながらフェチズムにこだわっての濃密で濃厚な性行為（9月14日、BAZOOKA）
- 今すぐヤリたい! 正真正銘の処女19歳 桃尻かのん 4時間（9月16日、MAXING）※ベスト版
- 【変態性癖】 キメパコ志願のパイパン巨乳娘が脳みそバグって中出しOKのサセ神様になりましたwww（9月19日、チキチキカマー）
- 可愛すぎるコスプレでアナタのオナニー完全サポート（9月28日、宇宙企画）
- ちっぱいの妹が家の中では無防備で胸チラ&パンチラ連発!童貞の僕は欲情してしまいガン見していると「おにいちゃん、今見てたでしょ!?」と急に恥ずかしがり赤面!「私の見たんだから…おにいちゃんのも見せてよ…」（9月28日、TMA）
- 嬲り撮り3Pセックス 近所のおじちゃん達のチ○ポの味、み〜んな知ってるよ♡（10月13日、オーロラプロジェクト）
- 友人の彼女のパンツのいやらしいヒップラインに興奮! 両手両足を拘束し固定極太バイブでエロ尻イキ潮連続噴射! 3（10月19日、DOC）
- 両親の居ない日、僕は妹と精子が枯れるまで1日中ヤリまくった。（10月26日、TMA）
- 超ミニスカ&ニーハイ太ももの絶対領域からパンチラ尻 学校で一番小っちゃくて一番かわいいクラスメイト（11月2日、h.m.p）
- 素人娘初めての「チ●ポ洗い」アルバイト 2（11月2日、OFFICE K'S）
- 女子●生のパンティが好き vol.7（11月2日、OFFICE K'S）
- 街角シロウトナンパ! vol.31ウブなJDの人生初逆ナン（11月9日、プレステージ）
- エロ妄想が暴走した文系少女サークルに性実験された僕たち…（11月13日、MOODYZ）
- 令嬢調教 懐妊までの監禁凌辱… 地獄の30日間（11月13日、オーロラプロジェクト）
- 私立パコパコ女子大学 女子大生とトラックテントで即ハメ旅 14（11月16日、プレステージ）
- 友達のJ○妹が小悪魔な笑みを浮かべパンチラで誘惑! ムレムレパンティで激しい顔騎&尻コキ責めで弄ばれて…（11月16日、DOC）
- デカ尻シバかれて悦ぶ縛られた変態素人（11月19日、素人日記）※「かのん」名義
- ミニマム体型女子は性欲強めでS度高めの変態痴女（11月19日、M男パラダイス）
- びしょ濡れ女子●生雨宿り強制わいせつ 3（11月23日、TMA）
- M男大好き美少女の僕を手玉に取る羞恥責めと濃密ペニバン性交（11月25日、MEGAMI）
- 最強属性 27（11月30日、最強属性）
- いつでもどこでも時間停止して中出しできる学園 III（12月1日、MOODYZ）
- 姉犯日記（12月6日、グローリークエスト）※「かのん」名義
- 羞恥 ある日突然男女社員混合 強制OL健康診断 2018スペシャル（12月6日、サディスティックヴィレッジ）
- 母に隠れて、パンツ食い込み誘惑してくる女子○生(従妹)とこっそりエッチ。（12月20日、ヒビノ）

- 興奮すると脚がパッカンガニ股になりそんな自分の下品さに余計に興奮してしまい挙句の果てにはガニ股のままお漏らしアクメをしてしまう女子○生たち（1月4日、OFFICE K'S）
- ASMR 脳がとろける音フェチオナニー（1月4日、OFFICE K'S）
- 素人娘のフェラチオが上手すぎる!! 5（1月4日、OFFICE K'S）
- 痴女清掃員のゴム手袋手コキ マゾ射精WASH!（1月7日、MEGAMI）
- 濡れてテカってピッタリ密着 神スク水（1月10日、親父の個撮）
- コタツの中を覗くと娘の無防備パンチラが! 我慢できず発達途中のマ○コに触れると愛液垂らしながら大悶絶! 母が隣に居るにも関わらずこっそり近親相姦生中出しSEX!（1月11日、V&R PRODUCE）
- バレたらヤバイ状況で密着しながら挑発してくる女たち 5（1月18日、OFFICE K'S）
- －セックスが溶け込んでいる日常－ 芸能界で「常に性交」アイドル（1月24日、SODクリエイト）
- 看護師の独身寮に忍び込み欲求不満のナースを思う存分レ○プ!チ○ポの先端で降りてきた子宮口を探し出し排卵マ○コに妊娠精液を本気膣内射精!（1月24日、サディスティックヴィレッジ）
- オ○ンコクチュクチュ純情少女（2月1日、S-Cute）
- 縄あそび －緊縛調教録－（2月1日、MAD）
- 恐怖で振り向けない背後から指が徐々にマ○コに近づく尻ワレメ痴漢で興奮し腰を前後に振りだす発情女 2（2月7日、ナチュラルハイ）
- 廃校の危機をカラダで守る4人のヤリマン女子校生（2月8日、BAZOOKA）
- デカ尻をクネらせカメラに毛むくじゃらなマ○コを見せつけながら極太ディルドをずっぽし挿入… ガニ股杭打ちピストンでケモノのように喘いでお漏らししながらエビ反り絶頂する! こんな下品なオナニーを見たことあります?（2月19日、エンペラー）
- 珍棒館(ちんぽうかん) 壁ち●ぽの館に迷い込んだ卒業旅行中の女子大生6人組（3月1日、MOODYZ）
- 制服女子ばかりを狙う悪徳医師の乳首こねくり健康診断 3（3月1日、変態紳士倶楽部）
- 裏垢ハッシュタグ#J● 現役女子校生とのハメ撮りアカウント 2（3月10日、ブリット）※「さら」名義
- 体がSEXを求めてしまう変態娘（3月13日、S-Cute）
- AV女優 裸コレクション 第九弾（3月22日、S級素人）
- 「お父さん大好きだよ…」 単身赴任で離れ離れで暮らすことが決まった大好きな父に別れを惜しんでベロキス密着中出しSEX! 2（3月22日、V&R PRODUCE）
- 桃尻かのんSPECIAL BEST4時間（3月22日、TMA）※ベスト版
- 文系美少女 飛びっ子パンツ履いて小説朗読できたら10万円! 思わず潮吹き!失禁!激発情! 中出しSEX大満足でお帰り…（4月15日、ピーターズ）
- 尻くらまんじゅう（4月20日、レイディックス）
- 【奇跡】女子校生デリヘルを呼んだらオカズにしてた友達で強制生中出し!! 3（5月17日、BAZOOKA）
- パイパン娘に生ハメ! 中出し!! 敏感イクイク早漏女子（5月25日、シャーク）
- 嫁実家に里帰りしたら嫁の姉妹と逆3Pしちゃった俺（6月6日、AKNR）
- 1ヶ月溜めたオナ禁特濃精子を何度も中出しされ膣堕ち! 混濁精子をたっぷり注ぎ込むと自ら精子を欲しがるほどに淫乱化!（6月21日、プレステージ）
- じゃくりイラマ 精液口淫科 ～超スパルタ新人教育実習～（9月12日、サディスティックヴィレッジ）
- 可愛い彼女と個人撮影。エッチな素顔をカメラに見せ過ぎる自然体SEX（10月1日、S-Cute）
- 性欲モンスターのひきこもり義兄が連続中出し!（11月7日、アイエナジー）
- ボディジャック ～憑流教室～（12月12日、ROCKET）

- 隣の家に苦情を言いに行ったら逆切れされ犯されてしまった奥様の件… 2章（1月27日、グラフィティジャパン）
- ボクの目を気にせずあられもない姿で家中をうろつく妹のカラダに我慢できず…即ズボ中出し!（2月7日、プレステージ/DOC PREMIUM）
- 女子○生おま○この、濡れ染みパンチラコレクション（3月13日、アロマ企画）
- ワンポーズでずっと見せるオナニーしやすいエッチなマングリ尻のアナル（3月25日、アロマ企画）
- 深夜のバイトシフトで一緒になったJ●と二人きりに! いたいけなうぶマンに手を出したら驚くほど感じまくってた（3月26日、AKNR）
- 巷には危険な誘惑がいっぱい パンチラ女子に気を付けろ!（4月13日、アロマ企画）
- 濃厚ベロチューしながらスローオイル手こきでち○ぽ焦らされ続ける。その4（5月19日、アロマ企画）
- ふたなりモンスターコック美少女（5月21日、ROCKET）
- パンティの中にチ○ポを挟んで射精に導くお姉さん（6月7日、アロマ企画）
- ブリーフ越しのチ○ポにローターを固定して亀頭の振動で乳首オナニーする女の子（6月7日、アロマ企画）
- 真・時間が止まる腕時計パート 17（6月11日、ROCKET）
- 可愛い女の子がペニスバンドを装着! 一緒にシコシコしながらオナニー指示してくれるDVD（6月13日、アロマ企画）
- 女子○生の白綿パンチラJOI最後はオマ○コもアナルもくぱぁ（6月19日、アロマ企画）
- おもらしでパンティがグチョグチョになっても臆することなく脚をおっぴろげて男を挑発する女性たち（6月25日、アロマ企画）
- 四つん這いのお尻の穴の収縮とシワの本数までバッチリ分かるアナルひくひくオナニー（8月19日、アロマ企画）

### アダルトVR
- マッサージを受けにきたら出てきたのが仕草が可愛い子だった!（3月27日、マキシング.VR）
- 足を怪我してる大好きなお兄ちゃんとイチャイチャラブラブ中出しSEX!（8月20日、マックス・エー）
- ネコ耳娘かのんのラブラヴニャんニャん恩返し中出しSEX!!（8月22日、宇宙企画VR）
- パイパンメイドが淫語とマ●コでオナニーサーポート♡ 私の生オナホにいっぱい中出しして下さい（9月6日、宇宙企画VR）
- 禁断の女子寮の管理人体験VR 気付いたら…門限に間に合わず駆け込んできた制服美少女の溜まり部屋に!!（9月25日、kawaii*）
- 「おにいちゃん…いっしょに寝ても…いい?」 性に目覚めた発情妹逆夜這い（9月30日、TMA）
- いつ…??誰が…?どうやって乱入…? 痴女風俗で大人気の［ド淫乱入3P］コース体験VR!!（10月5日、ワンズファクトリー）
- 女子●生かのんと只今同棲中 制服&ブーツコスでヤリたい放題中出しSEX（10月30日、宇宙企画VR）
- 新人限定ベロチュウ舐めまくり制服リフレ（10月31日、KMPVR）
- うさ耳ローションヘルスで選んだ子がプリプリ桃尻で絶妙の腰使いに何度も昇天 中出し連発! 金玉カラッポスペシャル（10月31日、宇宙企画VR）
- 憧れの声優プロデューサーになった僕。主役欲しさに僕を取り合う3人の新人声優にトリプルバイノーラルで囁かれチ○ポの乾く暇もなく連続射精!（10月31日、TMA）
- もう一度アナタに青春を!ドキドキ修学旅行VR（11月1日、kawaii*）
- 超積極的美少女 144cm低身長「可愛い～私の事ムチャクチャにしたい？」ピンク美乳首を揉みくちゃして、舐めフェラ「先っぽお汁が…すごぃ…先輩のが喉奥まで…」肩を掴むガン突きピストン絶頂7回（11月1日、ブイワンVR）
- 超エッチでもちもち肌のかのんちゃんと個人撮影会中に中出しSEX♡（11月2日、KMPVR -bibi-）
- 新人アイドルかのんを元気付けるために色々と相談にのっていたらまさかの展開に! 楽屋でSEX!お部屋でSEX! ダンスもあるよ♡（11月27日、宇宙企画VR）
- WパイパンJKの超至極M性感リフレ!! 〜たっぷり変態ちんぽ可愛がってあげる♡〜（11月29日、KMPVR-彩-）
- エレベーターが急停止密室な空間でドキドキが興奮に変わる。発情した女に痴女られる3シチュエーション 【人妻・OL・女子○生】（12月14日、SODVR）
- 学園で可愛い女子とイチャラブ中出しハーレムSEX（12月20日、宇宙企画VR） ※VR-1グランプリ(2018) エントリー作品

- あなたをタップリ癒してくれる!自立型ネコミミAIアンドロイド Kanonのご奉仕ナマSEX! (2月15日、宇宙企画VR)
- 純粋無垢な制服美少女10人とハーレム学園生活 女の子たちの真っ白なパンティの匂いをリアルに感じる350分 超ド迫力でパンティを楽しむノーモザイクVR（4月19日、無垢）
- 飲尿JOI 3 パンチラポリスに軽蔑の目で見られながら罵倒され溺れるくらい顔面に浴びる尿責めの刑!（6月7日、SODVR）
- フェラ舌VR（6月14日、SODVR）
- 360°VR ツンデレ女子の世界 ノーモザイク（11月29日、ガン見隊）

- M男を人間便器にして楽しむゲロスカ女子倶楽部（4月24日、DEEP'S）
- 360°VR 射精見聞録。ノーモザイク（5月29日、ガン見隊）

### イメージDVD
- Kanon もちもちももち!（2018年4月5日、REbecca）
- 144cmですが、くびれて…Dカップ（2018年10月26日、スパイスビジュアル）※「百田花音」名義
- 純真無垢（2018年10月28日、INTEC inc.）※「叶もも」名義
- Aが好きです（2018年12月21日、サムバディ）※「青木みなみ」名義
- 私のヒップは…ピーチな気分!（2019年1月25日、スパイスビジュアル）※「百田花音」名義
- Mも好きです（2019年2月15日、サムバディ）※「青木みなみ」名義
- Tickling X（2020年1月15日、スパークビジョン）※「桃尻かのん」名義

## 雑誌
- 週刊実話 2018年8月9日号（日本ジャーナル出版） - グラビア「南国ヌーディー」